# 姚守拙
姚守拙（1936年3月—），上海松江人，中国化学家，中国科学院院士，湖南大学、湖南师范大学教授，原苏联列宁格勒大学化学系毕业。现为湖南省政协副主席。

## 科学研究
- 姚守拙主要从事生命、环境及材料科学中的新分析方法。提出了完整的压电晶体液相振荡性能定量关系式。
- 建立了与液相物理化学特性相关的网络分析传感理论和若干新测定方法。
- 提出非质量效应压电/体声波传感方法，发展了多种微量、痕量与生物传感技术。
- 提出了变价态药物电极理论和能斯特倍增效应理论及相应的电极体系，极大地提高了灵敏度与精密度。[2]